# NGC 6223
NGC 6223 (другие обозначения — UGC 10527, MCG 10-24-40, ZWG 299.21, 7ZW 657, PGC 58828) — галактика в созвездии Дракон.
Этот объект входит в число перечисленных в оригинальной редакции «Нового общего каталога».